# Světový pohár v biatlonu 2021/2022 – Otepää
9. podnik Světového poháru v biatlonu v sezóně 2021/2022 probíhal od 7. do 13. března 2022 v estonském Otepää. Na programu podniku byly sprinty, závody s hromadným startem, smíšená štafeta a smíšený závod dvojic.
Jednalo se o první biatlonové závody světového poháru v Estonsku. Největší akcí konanou pod záštitou Mezinárodní biatlonové unie bylo  do té doby Mistrovství světa juniorů v roce 2018.

## Program závodů
Oficiální program:
| Datum      | Disciplína                       | Začátek (SEČ) | Počet závodníků |
| ---------- | -------------------------------- | ------------- | --------------- |
| 10. března | Sprint (muži)                    | 14:30         | 86              |
| 11. března | Sprint (ženy)                    | 14:30         | 85              |
| 12. března | Závod s hromadným startem (muži) | 13:00         | 30              |
| 12. března | Závod s hromadným startem (ženy) | 15:15         | 30              |
| 13. března | Smíšená štafeta                  | 12:30         | 20 týmů         |
| 13. března | Smíšený závod dvojic             | 15:15         | 23 týmů         |

## Průběh závodů
Před závody v tomto středisku se u některých týmů objevila nákaza covid-19 především u servisních týmů. Projevilo se to nejdříve v norském týmu, pak i v kanadském, německém a českém. Ten vyřešil situaci tak, že izoloval celý servisní tým (odeslal jej do Česka) a místo něj nastoupil tým, který se dosud staral o juniory, jejichž soutěže v této sezóně už skončily. 

### Sprinty
V závodě mužů se po první střelbě dostal do čela Nor Sturla Holm Laegreid. Vedení si udržel i po druhé čisté střelbě, ale přibližoval se mu vedoucí závodník této sezóny, Francouz Quentin Fillon Maillet. Do posledního kola vyjížděl tři vteřiny za Norem, ale zrychlil a do cíle dojel o sedm vteřin před ním. Třetí místo obsadil Němec Benedikt Doll díky rychlému běhu.

Z českého týmu byl nejlepší na 22. místě Michal Krčmář, který udělala jedinou chybu při střelbě vstoje. Jakub Štvrtecký nezasáhl dva terče a dojel na 31. pozici. Poprvé v individuálním závodě světového poháru startoval vítěz vytrvalostního závodu na juniorském mistrovství světa Jonáš Mareček, který s jedním nezasaženým terčem dojel na 48. místě.
V závodě žen žen vál jen slabší vítr, přesto mnoho biatlonistek na střelbě chybovalo. První místo v cíli držela delší dobu bezchybně střílející Němka Vanessa Voigtová. Za ní se zařadila její krajanka Denise Herrmannová, ale na poslední střelbu tou dobou s náskokem přijížděla Francouzka Julia Simonová. Přes jednu střeleckou chybu si malý náskok do posledního kola udržela. Ten ještě zvyšovala a zvítězila o 11 vteřin. S vyšším startovním číslem se pak po druhé střelbě dostala do čela Norka Karoline Offigstad Knottenová, která však v posledním kole zpomalila a klesla na třetí místo za Simonovou a Voigtovou.

Z českých reprezentantek se nedařilo Markétě Davidové, která při první střelbě zasáhla jen jeden terč z pěti a dojela na 49. pozici jako nejhorší z Češek. Nejlepší naopak byla Jessica Jislová, která s čistou střelbou, ale průměrným během skončila šestnáctá. Na body dosáhla ještě na 31. místě Lucie Charvátová se čtyřmi nezasaženými terči a poprvé v kariéře i juniorka Eliška Teplá, která střílela bezchybně a dokončila závod na 36. pozici.

Tento sprint jely i dvě uprchlice z Ukrajiny, juniorské biatlonistky Julija a Olena Horodné, které dosud ve světovém poháru nestartovaly. Podporu a zázemí jim poskytl Český svaz biatlonu. Dojely na 82. a 85. místě. „Máme povinnost dát všem vědět, že Ukrajina je národ, který nemůže být zlomen,“ prohlásila Julia.

### Závody s hromadným startem
Také tento den přálo závodníkům počasí a proto se do třetí střelby držela v čele velká skupina bezchybně střílejících biatlonistů. Po první položce vstoje se dostal do čela čistě střílející Francouz Émilien Jacquelin, který však jel pomaleji. Brzy jej předjel Nor Vetle Sjåstad Christiansen a před koncem tohoto kola i Francouz Quentin Fillon Maillet. Nor zastřílel čistě, ale Francouz rychleji, a tak se přiblížil k Norovi na 7 vteřin. Také posledním kole se mu přibližoval, ale už jej nedojel, a tak Christiansen zvítězil. Maillet si však druhým místem zajistil velký křišťálový glóbus za celkové vítězství v tomto ročníku světového poháru. Třetí místo obsadil další Nor Sivert Guttorm Bakken, který v polovině posledního kola dojížděl Mailleta, ale víc už zrychlit nedokázal. Bakken vystoupal na stupně vítězů vůbec poprvé v kariéře.

Z českých reprezentantů postoupil do tohoto stíhacího závodu jen Michal Krčmář. Udělal celkem tři chyby na střelnici a s pomalým během dojel na 23. místě.
V první polovině závodu žen se v čelní skupině držela vedoucí závodnice světového poháru, Norka Marte Olsbuová Røiselandová. Po třetí střelbě se dostala s čtvrtminutovým náskokem do čela Němka Franziska Preussová. Ten si udržela až do poslední střelby, ale stíhala ji pětice závodnic, z nichž se při střelbě dařilo nejlépe Švédce Elviře Öbergové. Odjížděla do posledního kola o tři vteřiny před Røiselandovou. Náskok se jí podařilo udržet a zvítězila. Røiselandovou ale těsně před cílem předjela Němka Denis Hermanová, která tak získala svoje třetí medailové umístění z posledních čtyř individuálních závodů.

Markéta Davidová začala bezchybnou střelbou, ale při druhé a třetí položce udělala po jedné chybě. Rychlým během se však dokázala z 26. pozice dostat na desáté místo v cíli. Jessica Jislová také celkově dvakrát chybovala, ale běžela pomaleji a navíc ve třetím kole po kontaktu s Norkou Ingrid Landmark Tandrevoldovou spadala a dojela na 24. místě.

### Smíšená štafeta
Závod měl, aspoň pokud jde o vítězství, jednoznačný průběh. Po druhé střelbě se do čela dostali norští biatlonisté. Svůj náskok především zásluhou Vetle Sjåstada Christiansena na druhém a Tiril Eckhoffové na třetím úseku navyšovali. Ingrid Landmark Tandrevoldová pak dovezla norskou štafetu do cíle na prvním místě. Zpočátku se za nimi udržovala Francie s malým náskokem na Švédsko, ale Švédka Linn Perssonová na třetím úseku střílela lépe než Chloé Chevalierová. Elvira Öbergová pak náskok přes horší střelbu udržela, a Švédsko tak skončilo druhé před Francií.

Michal Krčmář rychle běžel, ale střelbách musel celkem šestkrát dobíjet a předával jedenáctý. Jakub Štvrtecký pak poprvé v kariéře nepotřeboval při štafetě náhradní náboje a i díky tomu předával Markétě Davidové na páté pozici. Ta nejrychlejším během a čistou střelbou posunula českou štafetu na čtvrté místo, čtvrt minuty před německou. Za tu pak jela Denise Herrmannová, která střílela a hlavně běžela rychleji než Jessica Jislová. Brzy ji předjela a Jislová tak dojela do cíle jako pátá, což však byl nejlepší výsledek českých štafet v světovém poháru za poslední dva roky.

### Smíšený závod dvojic
Také tento závod ovládl norský tým. V čele se zpočátku střídaly dvojice Itálie a Švédska, ale po čtvrté střelbě se zásluhou Marte Olsbuové Røiselandové dostali Norové do čela a malý náskok si udrželi do cíle. Dařilo se jim zejména ve střelbě – během osmi střeleckých položek dobíjeli jen jediný náboj.  Po šesté střelbě pak Sebastian Samuelsson vrátil švédský tým na druhé místo. Třetí dojela německá dvojice.

Čeští trenéři nasadili do závodu mistry světa z předchozího juniorského šampionátu: Jonáše Marečka a Terezu Voborníkovou. Během závodu se vinou horší střelby udržovali kolem  15. místa, ale po trestném kolu Voborníkové při předposlední střelbě klesli na 16. pozici, na které dojeli do cíle.

## Umístění na stupních vítězů

### Muži
| Disciplína                        | První místo                | Výkon             | Druhé místo            | Výkon             | Třetí místo           | Výkon             |
| Sprint (10 km)                    | Quentin Fillon Maillet     | 22:27,4 (0+0)     | Sturla Holm Laegreid   | 22:34,6 (0+0)     | Benedikt Doll         | 22:38,5 (0+0)     |
| Závod s hromadným startem (15 km) | Vetle Sjåstad Christiansen | 34:29,6 (0+0+0+0) | Quentin Fillon Maillet | 34:35,5 (0+0+1+0) | Sivert Guttorm Bakken | 34:45,1 (0+0+1+0) |

### Ženy
| Disciplína                          | První místo     | Výkon             | Druhé místo        | Výkon             | Třetí místo         | Výkon             |
| Sprint (7,5 km)                     | Julia Simonová  | 20:45,8 (0+1)     | Vanessa Voigtová   | 20:56,8 (0+0)     | Karoline Knottenová | 20:58,6 (0+0)     |
| Závod s hromadným startem (12,5 km) | Elvira Öbergová | 34:41,6 (0+1+0+0) | Denise Herrmannová | 34:46,1 (1+1+0+0) | Marte Røiselandová  | 34:46,4 (0+0+1+0) |

### Smíšené štafety
| Disciplína                        | 1. místo                                                                                                | Výkon                                                     | 2. místo                                                                       | Výkon                                                     | 3. místo                                                                                       | Výkon                                                    |
| Smíšený závod dvojic (6 + 7,5 km) | NorskoSturla Holm Laegreid Marte Olsbuová Røiselandová Sturla Holm Laegreid Marte Olsbuová Røiselandová | 34:12,8 (0+0) 0+1) (0+0) (0+0) (0+0) (0+0) (0+0) (0+0)    | ŠvédskoSebastian Samuelsson Hanna Öbergová Sebastian Samuelsson Hanna Öbergová | 34:25,2 (0+0) (0+1) (0+0) (0+3) (0+0) (0+0) (0+0) (0+0)   | NěmeckoErik Lesser Franziska Preussová Erik Lesser Franziska Preussová                         | 34:30,7 (0+0) (0+1) (0+2) (0+0) (0+0) (0+1) (0+0) (0+0)  |
| Smíšená štafeta (4×7,5 km)        | NorskoSivert Guttorm Bakken Vetle Sjåstad Christiansen Tiril Eckhoffová Ingrid Landmark Tandrevoldová   | 1:19:39,3 (0+1) (0+2) (0+0) (0+1) (0+0) (0+2) (0+0) (0+1) | ŠvédskoJesper Nelin Martin Ponsiluoma Linn Perssonová Elvira Öbergová          | 1:20:01,8 (0+2) (0+1) (0+2) (0+0) (0+0) (0+1) (0+2) (0+0) | FrancieSimon Desthieux Quentin Fillon Maillet Chloé Chevalierová Justine Braisazová-Bouchetová | 1:20:13,9 (0+0 (0+3) (0+0) (0+0) (0+2) (0+0) (0+0) (0+1) |

## Pořadí zemí
| Pořadí | Země    | 1. místo | 2. místo | 3. místo | Celkově |
| ------ | ------- | -------- | -------- | -------- | ------- |
| 1.     | Norsko  | 3        | 1        | 3        | 7       |
| 2.     | Francie | 2        | 1        | 1        | 4       |
| 3.     | Švédsko | 1        | 2        | 0        | 3       |
| 4.     | Německo | 0        | 2        | 2        | 4       |
|        | Celkem  | 6        | 6        | 6        | 18      |